# 日曜ビッグスペシャル
『日曜ビッグスペシャル』（にちようビッグスペシャル）は、1976年7月4日から2002年3月31日までテレビ東京系列局で毎週日曜日に編成されていた単発特別番組枠の名称である。

## 概要
開始当初は19:00 - 21:50（JST）まで約3時間枠であったが、1976年10月の改編で火曜19時台から『キックボクシング中継』が移動してきたことから、20:00 - 21:54までの2時間枠へと短縮された。1989年10月の改編で放送開始が1時間繰り上がり、以後は19:00 - 20:54に編成された。
2002年3月31日をもって同タイトルでの編成を終了。約26年間続いたこの枠は『日曜ビッグバラエティ』へとリニューアルし、現在に至る。
この枠はテレビ東京系列のほか、系列外局でも編成されていた。系列外局では、土曜昼もしくは日曜昼の時間帯にタイトルを付けずに編成されていた。編成の都合上、2時間の放送番組が1時間半に編集し直される場合もあった。
途中の提供入れ替え時にはロールスーパーで紹介（コメント無し）しており、開始当初はロゴではなく普通の書体のものだが、1990年後期には社名ロゴが出るようになった。これも同様に『日曜ビッグバラエティ』へと受け継がれて、2011年6月末まで続いた。

### 放送時間
| 期間     | 期間      | 放送時間（日本時間）        |
| -------- | --------- | --------------------------- |
| 1976.7.4 | 1976.9    | 日曜 19:00 - 21:50（170分） |
| 1976.10  | 1989.9    | 日曜 20:00 - 21:54（114分） |
| 1989.10  | 2002.3.31 | 日曜 19:00 - 20:54（114分） |

## 主なコンテンツ
バラエティを中心に、ドキュメンタリー・情報番組・歌謡番組などを放送。放送されたコンテンツ数は述べ1000本以上に及ぶ。
- ソフトボール大会
  - 開始当初のレギュラー企画。ソフトボールチーム「ピンクベアーズ」が芸能人チーム（監督：辻佳紀）と対戦。主審は講談師の田辺一鶴（かつてフジテレビ系列の「オールスター夢の球宴」での主審役が好評なために担当）。フジテレビの女子プロ野球チーム「ニューヤンキース」誕生へのきっかけともなった。なお、エンディングにはザ・スリー・ディグリーズの「天使のささやき」が使われていた。
- ピチピチ!!美女美女スター新春水泳大会
  - 初めて放送日が元日となった1978年1月1日に放送。女性芸能人が紅白に分かれての水泳大会。収録は当時池袋の「池袋スケートセンター」に存在した温水プールで行われた。
  - 【司会】土居まさる
  - 【アシスタント】天馬ルミ子（歌手デビュー前）
  - 【実況】藤吉次郎（当時東京12チャンネルアナウンサー）
  - 【キャプテン】マッハ文朱（紅）、児島美ゆき（白）
  - 【応援】ラビット関根（現在：関根勤。紅組団長）、稲川淳二（白組団長）、ザ・ハンダース
  - 【出演者】ピンク・レディー[注 2]、岡田奈々、榊原郁恵[注 3]、清水由貴子、香坂みゆき、久木田美弥、西村まゆ子[注 3]、アパッチ、鶴岡弥生、ダイアン・マーチン 他
- 世紀のそっくり人間大集合→全日本そっくり大賞
- 外国人歌謡大賞
  - 岡田眞澄が司会を務めた。
- スター㊙どっきりテレビ
  - フジテレビの『スターどっきり㊙報告』に対抗すべく開始。まずアシスタントが「哀れな犠牲者はこの方です!!」[注 4]と言って犠牲者を登場させてから開始。VTRでは『㊙報告』の様なテロップや、「VTR開始」・「ネタばらし」・「締め」のジングルは一切無く、最後は皆が「『スター㊙どっきりテレビ』、大成功ォ!!」と叫んでVTRは終わる。視聴者からドッキリネタを戴くこともあった。司会はロイ・ジェームス→E・H・エリック→岡田眞澄。
- いじわる大挑戦→オールスター㊙指令
  - テリー伊藤が企画を担当し、高橋がなりがIVSテレビ制作在籍時にADを担当していた。たこ八郎に東大生の血を輸血させたり、稲川淳二に4000匹のマムシが泳いでいるプールの上を渡らせるなど、過激な企画が多かった[1]。
- 輝け!テレビまんが主題歌レコード大賞
  - 1978年4月23日。アニメ人気による企画。今まで歌われたアニメソングの中から選ばれた25曲を披露、その中から「大賞」を選出する。
  - 【出演アニソン歌手】ヒデ夕樹、堀江美都子 他
- コント55号と水前寺清子の神様の恋人
  - 1978年6月18日。「松竹コント55号シリーズ」の記念すべき第1作。
- 完全独占中継 さようならフォーリーブス
  - 1978年8月27日。4日後の8月31日にグループ解散を控えたフォーリーブスのコンサート中継。
- 水戸黄門（1957年公開劇場版）
  - 1978年9月17日放送。
- おめでとう北の湖 一億円の結婚式
  - 1978年10月18日。当時第55代横綱だった北の湖敏満の結婚式を生放送。
- 日本作詩大賞
  - 日本作詩家協会主催。NHK、日本テレビを経て1994年より当局で放送。
- 愛の貧乏脱出大作戦（後にレギュラー化）
- 全国大食い選手権
  - 1989年10月。テレビ北海道開局記念特番として北海道ロケを行った。数度の放送の後に『TVチャンピオン』としてレギュラー化。現在は『全国大食い選手権』『TVチャンピオン・大食い選手権』を継承した『元祖!大食い王決定戦』が不定期で放送されている。なお、テレビ北海道開局前（1989年まで）までは、フジテレビ系の北海道文化放送が主に日曜13:00から『日曜ビッグスペシャル』のタイトルを付けたまま遅れネットを行っていた。
- 各駅停車と駅弁の旅
  - 概ね1990年代に年2回程度。著名人やその家族がローカル列車や駅弁を求めながら旅する紀行番組。
    - 【主な旅人】宮尾すすむ・森川正太・小倉一郎・砂川啓介・大山のぶ代・大村崑・チェリッシュ・船戸順・岩井友見・ばんばひろふみ
- 全日本ちびっこ歌まね大賞
  - 子供視聴者参加歌合戦。形式は参加者の出身地別による東西対抗方式で[注 5]（末期2回は紅白対抗）、両軍に分かれた子供がそれぞれ歌を歌い、最終的に審査員の合計得点の多いチームが優勝。更に両軍から、特に優秀だった子供を1名ずつ選んで、再び歌を歌わせ、審査員の点数が多かった子供が「大賞」となる。なお中盤から使われたEDテーマは、「ちびっこ」の文字を頭に折り込んだ（アクロスティック）歌詞だった。
  - 【司会】高島忠夫、林家こぶ平（現：九代目正蔵。最終大会の第70回のみ）
  - 【主なキャプテン】江藤博利・山田邦子・ザ・ぼんち・ツービート 他
  - 【ナレーター】宮内恒雄
- スターは君だ!ヤング歌謡大賞
- スター㊙仰天おしかけクイズ
  - 三笑亭夢之助・宮内恒雄らが芸能人の家に行き、クイズを出題。答えられないと家の品物を奪われ、その物は視聴者プレゼントとなる（但しその物を奪われた芸能人が、別な物と引き換えに取り返すと言う事も有った）。お宅訪問とプレゼント企画を兼ねた人気企画。司会は小野ヤスシほか、品物の鑑定役は及川ヒロオ。
- いじわるゲーム大会
  - ビートたけし司会の「家庭でみんなが楽しめるゲーム大会」をテーマに日本テレビ系列の『底ぬけ脱線ゲーム』を更に過激にした当番組版。「ツービートいじわる毒ガスゲーム」（1982年2月7日）、「いじわるゲーム大賞」（1982年9月19日）、「ビートたけしの家庭でできる家族対抗いじわるゲーム大会」（1983年4月3日）という番組名で放送された。多数の芸能人が2チームに別れてゲーム合戦を行う。名物コーナーは、女性芸能人限定で宙に舞う一万円札をつかみ取りする「女の決闘!十万円つかみ取り」や、スカート切りの罰ゲームまでも忠実に再現した「スターびっくり箱」のリメイクなど。毎回最後は、じゃんけんの勝者は相手にバケツの水をぶちまけ、敗者は傘で守る「じゃんけん水かけ」（「たたいて・かぶって・ジャンケンポン」の変型版）が行われていた。後に、研ナオコ司会の「ナオコのオールスターいじわるゲーム大会」（1983年11月13日）、桂文珍司会の「決定版これがいじわるゲーム大会だ!」（1984年4月29日）として継続する。
  - この企画の演出はIVSテレビ制作所属時のテリー伊藤（放映当時・伊藤輝夫名義）が行っていた。[2]
  - 「いじわるゲーム大会」の回では、後の隆盛期を含めた数々のバラエティ番組で使用されているローションが、日本のバラエティ番組で初めて使われた番組とされている[注 6]。
- 桂三枝のアァ結婚大地震
  - 桂三枝（現・六代桂文枝）司会の有名人夫婦によるトーク&ゲームバラエティ。トークコーナーでは文枝が司会を務めていた朝日放送『新婚さんいらっしゃい!』のパロディとして「旧婚さんいらっしゃい!」の掛け声でトークを始めていた。
- 大相撲チャリティ紅白野球大会
  - 1980年6月1日放送。当時の「関取」たちが紅白に分かれて行う野球大会。開催地は横浜スタジアム。
  - 【実況】志生野温夫
  - 【参加関取】輪島（当時横綱）、千代の富士（後の横綱）、初代貴ノ花（当時大関）、北の湖（当時横綱）ほか
- 只今現役中! 若い奴らをぶっとばせ
  - 1982年放送。スタジオに超ベテラン芸能人を集めてのバラエティ番組。また番組では、全国各地から寄せられた高齢者仕事人の様子を紹介した。
  - 【司会】愛川欽也、太田裕美
  - 【出演ベテラン芸能人】藤山一郎、淡谷のり子、安部徹、吉田義夫、ディック・ミネ、水の江瀧子[注 7]ほか
  - 【その他】三笑亭夢之助、春やすこ・けいこ
- 田原・マッチ 激突! ピチピチプリプリ水着美女大集合
  - 1982年放送。女性モデルが「田原俊彦チーム」と「近藤真彦チーム」に分かれて行う水泳大会。司会は当時直前で放送されていた『ヤンヤン歌うスタジオ』のあのねのね、実況ナレーターは『ヤンスタ』の小倉智昭（当時テレビ東京アナウンサー）。
- 金環蝕
  - 6年振りに元日放送となった1984年1月1日に放送、珍しい映画放送となったが、18:00 - 21:00に『プロ野球オールスター大運動会』が編成されたので、1時間繰り下げて21:00 - 23:49で放送された。なお当番組の元日放送はこれが最後となった。
- GALオールスター花の球宴
  - 1985年7月21日放送。女性芸能人が「レッドソックス」と「ブルーソックス」に分かれて戦うソフトボール大会。ホームランを放つとグラウンドにステージが作られ、自分の持ち歌を披露する趣向が有った。
  - 【実況】小倉智昭
  - 【解説】山田邦子
  - 【出演者】セイントフォー、石野陽子、松本明子ほか
- 赤塚不二夫の天才おもしろバカ大賞 日本全国バカダネ人間 総登場!!
  - 1985年11月3日放送。全国各地から面白発明名人・変わり種コレクター・風変わり趣味人などが集まり、「天才おもしろバカ大賞」を競い合う。
  - 【司会】谷啓、団しん也、ウガンダ・トラ
  - 【審査員】赤塚不二夫（審査委員長）、岡本太郎、大屋政子、和田アキ子、稲川淳二
- 所ジョージのハワイおもしろ大合戦!
  - 1986年7月27日放送。ハワイを舞台に芸能人と一般人が様々なゲームに挑戦。
  - 【司会】所ジョージ
  - 【出演者】小野ヤスシほか
- ドミノ倒し極限の世界新記録 50万個に挑戦
  - 1987年放送。番組で集められた一般人が、当時のドミノ倒し世界記録「50万個」に挑戦。しかしドミノコースが途中でストップしてしまい、世界新記録は達成したもののゴールインは達成せず。
  - 【司会】愛川欽也
- 決定!オールスターものまね選手権
  - 1988年放送。
  - 【司会】高島忠夫、清水由貴子
  - 【審査員】小野栄一、内海好江、小野ヤスシ、マリアン、川島なお美
  - 【出場者】おぼん・こぼん、はたけんじ、笑福亭笑瓶、渡嘉敷勝男、シルビア、松居直美、柳沢純子、ダチョウ倶楽部、ゆーとぴあ、田淵岩夫、北口幹二彦、アゴ&ぶるう、鈴木末吉、キャラメルランド、岡けん太・ゆう太
  - 【ナレーター】キートン山田
- 映画『ゴジラvsキングギドラ』
  - 1995年放送。本編終了後には、同年末公開の『ゴジラvsデストロイア』のティーザー予告も併せて放送された。
- メガロポリス歌謡祭
  - 第8回（1989年7月9日）と最終開催となる第13回（1994年7月10日）を、いずれも19:03 - 21:48に拡大して放送。
- オールスターソックリその気でベスト10
  - 1990年放送。
  - 萩本欽一が田原俊彦の「抱きしめてTONIGHT」を熱唱。のちに同局の「3秒聴けば誰でもわかる名曲ベスト100」でも放送された。
  - 【出演者】萩本欽一、斎藤清六 ほか